# مقدم رعاية

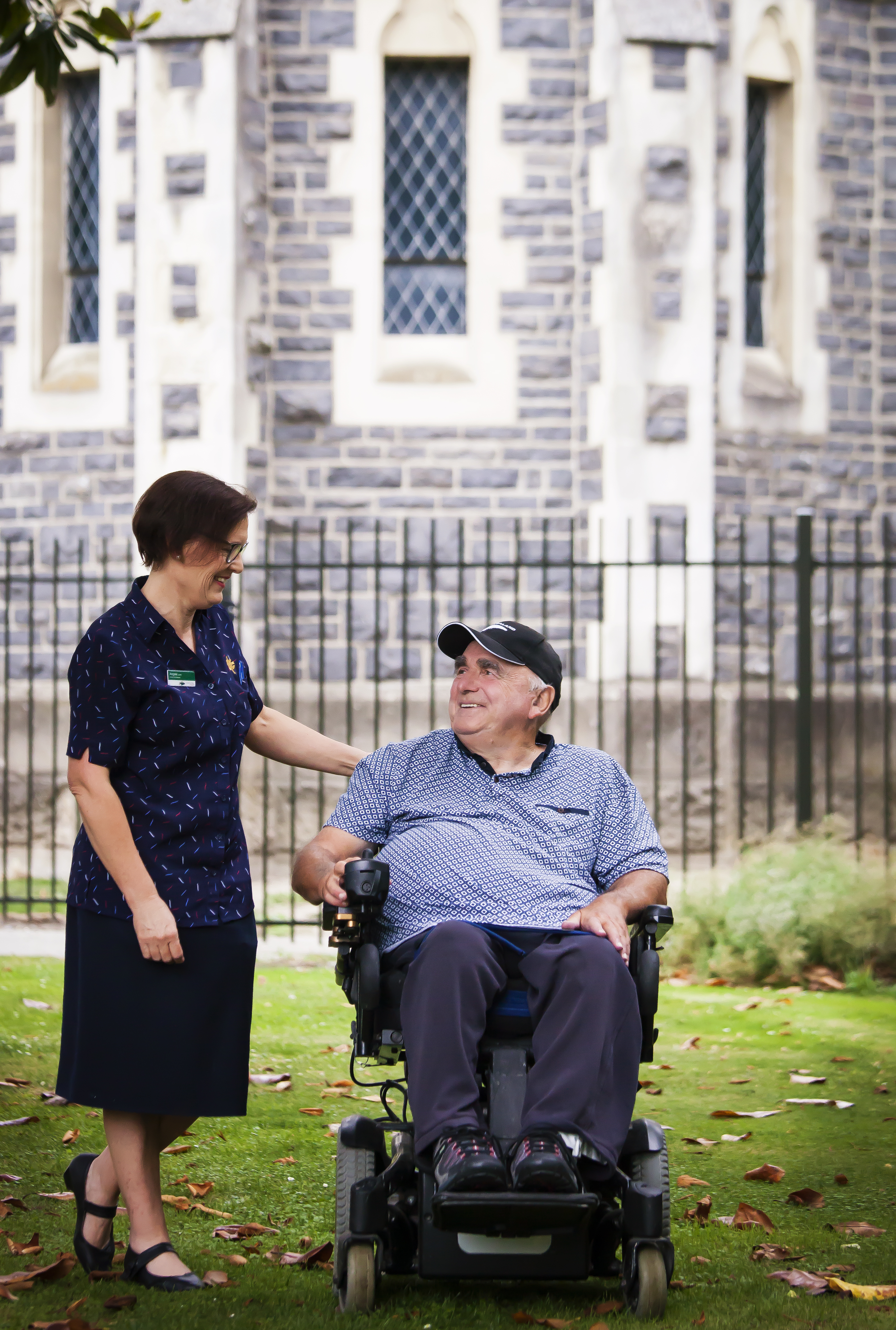

مقدم الرعاية عبارة عن شخص مدفوع له سلفا أو غير مدفوع له لمساعده شخص اخر بشكل منفرد مع شخص لديه مشكله مع اتمام انشطته في حياته اليومية. أي شخص لديه ضعف صحه بإمكانه الأستعانه بخدمات تقديم الرعاية لمعالجه مشاكلهم. يستخدم تقديم الرعاية غالبا لمعالجه مشاكل متعلقه بكبار السن والعجز والمرض والأضطراب العقلي.
طبيعه عمل مقدم الرعاية من الممكن ان تتضمن الأهتمام بشخص لديه مرض مزمن أو مرض طبيعي؛ اداره الأدوية أو التحدث للأطباء والممرضات بالنيابة عن شخص ما؛ لمساعدته بالأستحمام أو الباس شخص ضعيف أو معاق؛ أو اتمام مهامهم المنزليه أو اعداد الوجبات لهم أو انهاء فواتير شخص لايمكنه اتمام هذه المهام وحده.
مع تزايد الشيخوخة في جميع المجتمعات المتقدمة، خطى مقدم الرعاية قد تم ملاحظتها بشكل متزايد على انها ضروريه وظيفيا واقتصاديا. والعديد من المنظمات التي تقدم دعم للأشخاص المعاقين قد تقدموا بمختلف بمختلف أشكال الدعم لمقدمي الرعاية.

## الأستخدامات
مقدم الرعاية هو شخص يتحمل كامل المسؤولية عن الشخص عن الشخص الذي لايستطيع الاعتناء والاعتماد على نفسه، من الممكن ان يكون فرد من العائلة تدرب بشكل محترف أو فرد اخر. اعتمادا على الثقافة فمن الممكن ان يكون أحد افراد العائلة مهتما في العناية. من الممكن ان يكون المحتوى مهما في نظريه المرفق مثلها مثل قانون العائلة سواء مثل الوصايا أو حضانه الطفل.
بعض ولايات أمريكا مثل كاليفورنيا وضعت مسؤوليه لمقدمي الرعاية الأولية.
قد يحتاج الرعاية والسبب يعود لفقدان الصحة والذاكرة وظهور المرض استجابه للوقوع او( خطر) الوقوع لمعالجه القلق أو الأكتئاب، لتخفيف الحزن أو بسبب حاله إعاقيه.

## الأسلوب

### المبادئ الأساسية
من الأمور الأساسية لتقديم الرعاية تنص حول ان يكون مقدم الرعاية جيد في التواصل مع الفرد الحاصل على الرعاية. [4] تقدم العناية مع كامل الاحترام لكرامهالشخص المستقبل لها.يذكر ان مقدم الرعاية يبقى على اتصال مع مقدم الرعاية الصحية الأولية، وغالبا الطبيب أو الممرضه يساعدون الشخص المتلقي للعناية لأخذ قرارا حول حالته الصحية وتأثير هذه المسألة على حياته اليومية.
في مسار تقديم العناية مقدم الرعاية مسؤول عن إداره النظافه الشخصية للشخص المتلقي للعناية والبيئة المعيشيه.يحدث غالبا غسل اليدين لمقدمي الرعاية والشخص المتلقي للعناية. في حال اخراج الفضلات من قبل الشخص المتلقي للعناية جراء الحقن الاعتياديه يجب على مقدم الرعاية إداره ذلك. ويجب تنظيف أسطح منطقه المعيشة ومكان الغسيل ومسحها بانتظام.
ويقوم مقدم الرعاية بإداره تنظيم برنامج للشخص. الأهمية الخاصة تكمن في مساعده الشخص لتلبيهالمواعيد الطبية.وتنظيم وظائف المعيشة اليومية الروتينيه أيضا مثل: إداره مهام النظافة وإتاحه منتجات الرعاية الصحية وحفظها.

### المراقبة
مقدم الرعاية على اتصال وثيق مع الشخص المتلقي للرعاية ويجب عليه مراقبه صحتهم بطريقه صحيحه.
بعض الأشخاص يتلقون الرعاية بناء على طلب شخص لمراقبه تنفسهم. ومن المتوقع ان مقدم الرعاية سيلاحظ تغييرات في التنفس هذا في حال نصح الطبيب مقدم الرعاية لملاحظه شي عندها مقدم الرعاية ينبغي ان يكون متمكن من اتباع إرشادات الطبيب في مراقبه الشخص.[5]
وبعض الأشخاص يتلقون الرعاية بناء على مراقبه مقدم الرعاية لدرجه حراره الجسم.ويرشد الطبيب مقدم الرعاية عن كيفيه استخدام مقياس الحرارة في حا ل وجوب استخدامه.اما بالنسبة للأشخاص المحتاجين لمراقيه ضغط الدم أو مراقبه السكر في الدم أو مراقبه صحيه أخرى محدده، في ذلك الحين الطبيب سيرشد مقدم الرعاية حول كيفيه القيام بها. يجب على مقدم الرعاية مراقبه التغييرات في الحالة العقليه للشخص، متضمنا ذلك ان يصبح غير سعيد أو منعزل أو أقل اهتماما أو مشوش أو خلاف ذلك بإن يصبح غير صحي كما كان.في المراقبة عامه مهمه مقدم الرعاية التنبه لأي شي غير معتاد ومشاركته مع الطبيب.

### المحافظة على حاله التأهب العقلي للشخص
ومن خلال تحسين الصحة العقليه تزيد الصحة البدنيه وتسعى هذه الممارسات لتحسين صفات الشخص في الحياة من خلال مساعدتهم على الاختلاط مع الأخرين، والحفاظ على الصداقات، والقيام بالهوايات، والتمتع ببمارسه الرياضة البدنيه أيا ً كانت نوعها.
يشجع مقدمي الرعاية الناس على ترك منازلهم لما يترتب عليه من فوائد صحيه ناتجه من النشاط البدني والعقلي. يعتمد على حاله الشخص، من خلال المشي في حيهم اما بالنسبة لزياره الحديقة فقد تتطلب التخطيط وقد تكون خطره عليهم لكن ان امكن فمن الجيد القيام بها.
يكون من المفيد بالنسبة لهم لمخالطه الاخرين والحصول على خدمات الرعاية المماثلة ايضام وكل ماذكر عائدا على حاله الشخص.والعديد من الاماكن تعرض الأنشطة البدنيه في مجموعات وتدعو للأنضمام تستضيف النوادي الاجتماعية مجموعات الهواة لدروس الفن أو مباريات اجتماعيه أو لعب الألعاب.أما بالنسبة لكبار السن قد يكون هنالك كبار الأندية والتي تنظم رحلات يوميه.

### المساعدة في الأكل
يساعد مقدمي الرعاية الاشخاص في تنظيم غذائي صحي.ومن الممكن ان تشمل هذه المساعدة اقتراحات في التغذية، ومراقبه وزن الجسم، ومعالجه صعوبه البلع أو تناول الطعام، والامتثال للقيود الغذائيه، والمساعدة في استخدام أي من المكلات الغذائيه، والترتيب لتناول وجبات ممتعه من الطعام، ويكون هذا بناء على توصيات من اخصائيون التغذية 
يشمل اتباع النظام الصحي كل شي وذلك لتلبيه الطاقة الغذائيه للشخص واحتياجات الغذاء. يصبح الشخص عرضة للخطر عندما لايمتثل لنظام صحي وعندما يكون غير نشط أو ملازم للسرير؛ أو يعيش وحيد؛ أو يكون مريض؛ أو يجد صعوبه في في تناول الطعام؛ أو متأثرا بالعلاجات؛ أو من الأكتئاب؛ أو يجد صعوبه في السمع أو الرؤيا؛ أو التذوق؛ أو غير متمكن من الحصول على الطعام الذي يستمتع به؛ أو لديه مشاكل في التواصل.اتباع نظام غذائي ضعيف قد يساهم في العديد من المشاكل الصحية، بما في ذلك زياده خطر العدوى، وضعف التعافي من الجراحة أو التئام الجروح، ومشاكل الجلد، ومواجهه صعوبه في اتمام الأنشطه اليومية، والتعب والتهيج من المرجح ان كبار السن لايعترفون بالعطش ولذلك سيستفيدون من تقديم الماء لهم.
وصعوبه الأكل غالبا ما يسببها صعوبه البلع وشيع. هذه الأعراض عند الأشخاص بعد السكته الدماغيه، والأشخاص المصابون بمرض باركنسون أو الذين لديهم مرض التصلب المتعدد، والأشخاص الذين يعانون من الخرف. والطريقة الأكثر شيوعا لمساعده الأشخاص الذين يعانون من صعوبه البلع هي تغيير تركيب المواد الغذائيه على أن تكون كثر ليونه.وهنالك طريقه أخرى ألا وهي استخدام أدوات طعام خاصه لجعل الامر أكثر سهوله بالنسبة للشخص لتناول الطعام. في بعض الحالات، مقدمي الرعاية يكونون داعمين من خلال توفير مساعد التغذية الذي يقوم باحترام استقلاليه الشخص في حين مقدم الرعاية يساعدهم لأخذ طعامهم إلى افواههم ووضعها هناك ويكون متحلي بالصبر معهم.

## تغييرات في المنزل

### استعدادات السكن
قد يضطر الشخص إلى اتخاذ قرار بشأن التغييرات على المكان الذي يعيش فيه والأشخاص الذين يعيشون معه وهذا عند الحصول على مقدم الرعاية. عند احتياج شخص ما لمقدم الرعاية، يجب على الأثنين ان يتقابلا، ويحدث هذا عادة اما في منزل الشخص نفسه أو منزل مقدم الرعاية.ويعني هذا اما أن الشخص ينتقل للعيش مع مقدم الرعاية أو مقدم الرعاية ينتقل للعيش مع الشخص. يستطيع مقدم الرعاية أمن يزور الشخص بين الحين والاخر وقادر على توفير الدعم عن بعج أيضا والشخص المحتاج لمقدم الرعاية بإمكانه السفر لمقدم الرعاية للحصول عليه.
ومن الامثله الشائعة على ذلك هو عندما يكون أحد الوالدين كبير في السن وقد سبق وعاش وحيدا. أما إذا كان أبناء أحد الوالدين هم مقدمي الرعاية، فمن الممكن ان ينتقلوا للعيش مع والديهم أو ينتقل ابائهم للعيش معهم

### السلامة في المنزل
الأشخاص الذين يحتاجون إلى رعايه هم أيضا في كثير من الاحيان يحتاجون إلى منازل سهله الحصول بطريقه تطابق احتياحاتهم.إذا دعت خطه تقديم الرعاية فحص على المنزل، يشمل ذلك التحقق من ان الأرضية خاليه من المخاطر والتي يمكن أن تتسبب في الوقوع، والتحكم في درجه حراره الشخص والتي تتناسب مع حصوله على الرعاية، والحنفيات والمقابض التي تناسب المستخدم. وللحد من المخاطر من أي مشكله، ينبغي وضع كاشفات الدخان في مكان مناسب والتدابير المادية والأساسيه المتخذه لسلامه المنزل.

## المضاعفات

### ايقاف العلاج الغير مجدي
بالنسبة لبعض الأمراض، مثل السرطان في مراحله المتقدمة، لايكون هنالك علاج لهذا المرض الذي لايمكن ان يطيل من عمر المريض أو تحسين نمط حياه المريض. في مثل هذه الحالات، فإن المشورة الطبية تكون لمقدمي الرعاية والمريض لإجراء محادثات مع الطبيب حول مخاطر وفوائد العلاج والبحث عن خيارات للحصول على الرعاية التي تريحهم وتسكن المهم
خلال المراحل المتقدمة من المرض يمكن لمقدمي الرعاية المساهمة في النقاش مع المريض بخصوص الفحوصات التي لم تعد ضروريه..الفحوصات التي يمكن التعامل معها في مراحل أخرى من الحياة كفحص القولون وسرطان الثدي وسرطان البروستات وهشاشه العظام والفحوصات الأخرى التي قد لاتكون مقبوله من قبل شخص يعيش اخر أيامه وليس الأستعداد لأخذ العلاج بل سينزعج بشأنها فقط. هنا يمكن لمقدمي الرعاية التحدث مع المريض بشأن الفوائد الهامة لهذه الفحوصات والمساهمة في مناقشه فوائدها. وكمثال على الحاجة لتدخل مقدمي الرعاية هو تحدثهم مع مرضى غسيل الكلى الذي لايمكن ان يخضعوا لعلاج السرطان ولن يستفيدوا من فحوصات السرطان ولكنهم يهتمون بأخذ الفحوصات.
مرضى السكري الذين يستخدمون خدمات تقديم الرعاية، مثل تلك الموجودة في دار الرعاية، كثيرا ما يواجهون مشاكل في استخدام مقياس تدرج الأنسولين، وهو عباره عن استخدام كميات متفاوته من الانسولين اعتمادا على نسبه السكر في الدم للشخص. اما بالنسبة للأشخاص الذين يتلقون خدمات الرعاية، جرعات الانسولين طويله المفعول محدده مع جرعات متفاوته من الأنسولين وتكون اقل. إذا توجب ان يتم عمل استثناءات، يستخدم الأنسولين طويل المفعول مصحح مع جرعات صغيره من مقياس تدرج الأنسولين قبل الوجبة الرئيسية اليومية.
في التخطيط المتقدم من الرعاية يجب ملاحظه إذا كان المريض يستخدم زرع القلب- مزيل الرجفان ويعطي تعليمات حول الظروف التي تركها تفعيلها مخالفا لأهداف المريض (. ICD)..ICD هو جهاز صمم لمنع عدم انتظام ضربات القلب لدى مرضى القلب. وهذا هو جهاز توفير للاشخاص الذين لديهم هدف العيش لمده أطول، لكن في نهايه المطاف ينصح مقدم الرعاية بمناقشه تعطيل هذا الجهاز مع المريض ومقدم الرعاية الصحية. نهايه حياه المرضى، نادرا مايمنع الجهاز الموت على النحو المرجو. واستخدام الجهاز في نهايه حياه المريض تسبب الألم له والضيق لأي شخص يرى تجربه المريض هذه وبالمثل، لا ينبغي أن يكون مزروع في أي شخص كان والذي من الممكن ان يكون غير مرجح أن يعيش لأكثر من عام.

### الأستجابه للخرف
الأشخاص الذين يعانون من الخرف هم بحاجة إلى دعم من القائمين على رعايتهم.
الذين يعانون من الخرف يتسمون بعدم الهدوء والعدوانيه لكن علاج هذه التصرف يتغير مع العقاقير المضاده للذهان ولكن هذه العقاقير ليست الأفضل إلا في حال انه أصبح من الممكن ان الشخص يضر نفسه أو غيره من الناس. هنالك اثار جانبيه للأدوية المضادة للذهان غير مرغوب فيها، بما في ذلك زيادة خطر الإصابة بمرض السكري، والالتهاب الرئوي، والسكتة الدماغيه، واختلال المهارات المعرفية، والارتباك، وبالتالي من الأفضل تجنبها إن أمكن ذلك . بدائل استخدام هذه العقاقير هو محاوله لتحديد وعلاج الأسباب الكامنه وراء تسبب التهيج والغضب، ربما يكون عن طريق ترتيب قضاء المزيد من الوقت للشخص لمخالطه الناس وممارسه الرياضة.ومضادات الاكتئاب من الممكن ان تساعد أيضا . ومقدمي الرعاية يستطيعون محاولة الخيارات الأخرى والتي يمكن أن تحسن نوعية حياة المريض.
الأشخاص الذين يعانون من الخرف من المحتمل أن يفقدوا الذكريات والمهارات المعرفية .العقاقير مثل دونيبيزيل وميمانتين يمكن أن تبطئ فقدان الوظيفة ولكن الفوائد التي تعود على نوعية حياة المريض قليله وفي بعض الحالات قد لا يكون هناك أي فوائد. مثل هذه العقاقير أيضا لديها العديد من الآثار الجانبية غير المرغوب فيها . يجب على مقدمي الرعاية قبل استخدام هذه الأدوية المناقشة والنظر في أهداف العلاج للمريض . إذا تم استخدام العقاقير ثم بعد اثني عشر أسبوعا لم يجد مقدم الرعاية أنه تم التوصل للهدف المطلوب هنا ينبغي وقف استخدام العقاقير.
ومن المرجح ان الأشخاص المصابون بالخرف تواجههم صعوبه في الأكل والبلع . في بعض الأحيان تستخدم انابيب التغذية لإعطاء الطعام للأشخاص الذين يعانون من الخرف، وخاصة عندما يكونون في المستشفى أو دار لرعاية المسنين. في حين تغذية أنابيب يمكن أن تساعد الناس على اكتساب الوزن، وتحمل مخاطر بما في ذلك النزيف، والعدوى، وقرحة الضغط، والغثيان. في الأولويه استخدم مساعد في التغذية كلما أمكن ذلك . وبالإضافة إلى كونها بديلا آمنا لأنبوب التغذية، فإنه يخلق فرصة للتفاعل الاجتماعي والتي يمكن أيضا أن يطمئن ويريح الشخص الذي تتم تغذيته.